# Dąbrówka (Damnica)
Dąbrówka (deutsch Damerkow, Kreis Stolp; kaschubisch Dãbrowka) ist ein Dorf in der polnischen Woiwodschaft Pommern. Es gehört zur Landgemeinde Damnica (Hebrondamnitz) im Powiat Słupski (Stolper Kreis).

## Geographische Lage
Das Dorf liegt in Hinterpommern, in einer Grundmoränenebene zwischen den Flüssen Lupow und Leba, etwa  30 Kilometer östlich von Stolp und vier Kilometer ostsüdöstlich des Dorfs Wiszno  (Vieschen). Das Landschaftsbild wird durch weitläufiges Ackerland geprägt, das im Südwesten bis an den Großen Damerkower See reicht.

## Geschichte
Die deutsche Ortsbezeichnung Damerkow, Kreis Stolp dient zur Unterscheidung von dem gleichnamigen Dorf im ehemaligen Kreis Bütow. Damerkow war seit alters her Feldmark zum westlich gelegenen Vieschen. Um 1784 gab es hier sieben Bauern. Als Ortsteil von Vieschen führte es 1871 die Bezeichnung Ausbau Damerkow und 1895 Gut Damerkow. 1908 wurde zwischen den beiden Ortsteilen  Bäuerlich Damerkow und Gut Damerkow unterschieden; Bäuerlich Damerkow lag einen Kilometer südlich des Guts.
Letzter Besitzer des Guts war im Zeitraum von 1924 bis 1928 Werner Dieckhoff. Damals bestand das 397 Hektar große Gut aus 367 Hektar Ackerland, 19 Hektar Wiesen, zwei Hektar Wald und neun Hektar Wasserfläche. Dann wurde Damerkow aufgesiedelt.
Im Jahr 1925 standen in Damerkow 29 Wohngebäude. Im Jahre 1933 waren in Damerkow 180 Einwohner registriert. 1939 wurden 47 Haushaltungen und 195 Einwohner gezählt. Es waren 19 landwirtschaftliche Betriebe vorhanden. Die Gemeindefläche betrug insgesamt 451 Hektar.
Vor 1945 gehörte Damerkow zum Landkreis Stolp im Regierungsbezirk Köslin der preußischen Provinz Pommern des Deutschen Reichs.
Gegen Ende des Zweiten Weltkriegs wurde Damerkow am 9. März 1945 von der Roten Armee besetzt. Mehrere Dorfbewohner wurden in Gefängnisse nach Stolp, Lauenburg i. Pom. und Köslin verschleppt und blieben zum Teil verschollen. Nach Beendigung der Kampfhandlungen wurde die Region zusammen mit ganz Hinterpommern seitens der sowjetischen Besatzungsmacht der Volksrepublik Polen zur Verwaltung überlassen. Im Mai 1945 kamen vier polnische Milizsoldaten ins Dorf. Seit etwa Mitte Juli 1945 übernahmen die Polen einige Bauernhöfe, und es wurde ein polnischer Bürgermeister eingesetzt. Damerkow wurde unter der polonisierten Ortsbezeichnung ‚Dąbrówka‘ verwaltet. Es begann nun die Vertreibung der Dorfbewohner. Der ehemalige deutsche Bürgermeister Klix wurde im Herbst 1947 deportiert. Später wurden in der Bundesrepublik Deutschland 94 und in der DDR 45 aus Damerkow vertriebene Dorfbewohner ermittelt.
Der Ort ist heute Teil der Gmina Damnica im Powiat Słupski in der Woiwodschaft Pommern (1975–1998 Woiwodschaft Stolp) und Sitz eines Schulzenamtes für Dąbrówka, Jeziorka (Kleinwasser), Świtały (Marienfelde) und Wiszno (Vieschen). Hier leben heute 145 Einwohner.

### Demographie
| Jahr | Einwohner | Anmerkungen |
| ---- | --------- | --- |
| 1782 | –         | Feldmark Damerkow, mit sieben Bauernstellen, zur Gutsherrschaft Vieschen gehörig                                                                                          |
| 1818 | 33        | adliges Vorwerk, zur Gutsherrschaft Vieschen gehörig |
| 1852 | 45        | Vorwerk mit sieben Häusern, im Zuständigkeitsbereich des Patrimonialgerichts Vieschen befindlich                                                                          |
| 1871 | 80        | am 1. Dezember, Gut Damerkow, mit vier Wohngebäuden |
| 1885 | 139       | am 1. Dezember, Wohnplatz Damerkow der Landgemeinde Vieschen, in acht Wohngebäuden                                                                                        |
| 1910 | 139       | am 1. Dezember, in den zum Gemeindebezirk Vieschen gehörigen beiden Ortsteilen Bäuerlich Damerkow und Gut Damerkow, davon 62 in Bäuerlich Damerkow und 77 im Gut Damerkow |
| 1925 | 162       | sämtlich Evangelische |
| 1933 | 180       | [ 11 ] |
| 1939 | 195       | [ 11 ] |

## Kirche
Vor 1945 waren die Damerkower Einwohner evangelisch. Das Dorf war mit 13 umliegenden Orten in das Kirchspiel Dammen im Kirchenkreis Stolp-Altstadt im Ostsprengel der Kirchenprovinz Pommern eingepfarrt. Letzter deutscher Geistlicher war Pfarrer Magnus Erdmann.
Die seit 1945 und Vertreibung der einheimischen Dorfbewohner anwesende polnische Einwohnerschaft ist fast ausnahmslos katholisch. Das Dorf gehört zu Damno (Dammen) im katholischen Dekanat Główczyce (Glowitz) im Bistum Pelplin der Katholischen Kirche in Polen.
Für hier lebende evangelische Kirchenglieder ist die Kirche in Główczyce zuständig, die Filialkirche der Kreuzkirchengemeinde in Słupsk (Stolp) in der Diözese Pommern-Großpolen der Evangelisch-Augsburgischen Kirche in Polen ist.

## Schule
Am 1. Februar 1933 erhielt Damerkow eine eigene Schule. Vorher besuchten die Kinder die Schulen in Grapitz und Lojow. Ein neues Schulgebäude wurde am 13. Dezember 1939 eingeweiht. Die letzten deutschen Lehrer waren Max Köhler und Hans Ruge.

## Verkehr
Eine Nebenstraße von Damno (Dammen) nach Grapice (Grapitz) und weiter bis Potęgowo (Pottangow) an der polnischen Landesstraße 6 (ehemalige deutsche Reichsstraße 2, heute auch Europastraße 28) führt durch den Ort.
Die nächste Bahnstation Strzyżyno Słupskie ist sechs Kilometer entfernt.

## Persönlichkeiten des Ortes
- Kurt Kröning (1893–nach 1951), deutscher Politiker (LDP).